# 无稃细柄黍
无稃细柄黍（学名：Panicum psilopodium var. epaleatum）为禾本科黍属下的一个变种。